# HMS Picotee (K63)
HMS Picotee (K63) je bila korveta razreda flower Kraljeve vojne mornarice, ki je bila operativna med drugo svetovno vojno.

## Zgodovina
12. avgusta 1941 je korveto torpedirala in potopila nemška podmornica U-568, medtem ko je korveta spremljala ladijski konvoj ONS-4 južno od Islandije; umrli so vsi člani posadke.